# Persönlicher Afrikabeauftragter des Bundeskanzlers
Der Persönliche Afrikabeauftragte des Bundeskanzlers bzw. der Bundeskanzlerin hatte von 2001 bis 2021 die Position eines Bundesbeauftragten inne und war im Geschäftsbereich des Bundesministerium für wirtschaftliche Zusammenarbeit und Entwicklung angesiedelt.

## Geschichte
Anlässlich des G8-Gipfels in Genua 2001 beschlossen die Staats- und Regierungschef persönliche Afrikabeauftragte zu berufen. Das Amt ist an die Person des Bundeskanzlers gekoppelt und gibt es seit Ende der Amtsperiode von Angela Merkel im Jahr 2021 nicht mehr in gleicher Funktion.

## Aufgaben
Grundprinzip der Position ist die Kontaktpflege zu afrikanischen Ländern, das Informieren des Bundeskanzlers über die aktuellen politischen und wirtschaftlichen Entwicklungen auf dem Kontinent sowie das Einbringen der afrikapolitischen Agenda in den G8-Prozess. Zudem trifft der Beauftragte die Vorbereitungen von Treffen zwischen den G7-Vertretern und deren afrikanischen Partnern wie auch die Treffen der Africa Global Partnership Platform.
Von wichtiger Bedeutung für die Bundesregierung ist die Zusammenarbeit von Deutschland mit der Afrikanischen Union. Schwerpunkte der Zusammenarbeit stellen etwa die Hilfen für die Friedenssicherung und Konfliktprävention, sowie die Unterstützung von Entwicklungsvorhaben in den Bereichen ländliche Entwicklung, Bildung und Anpassung an den Klimawandel dar.

## Amtsinhaber
- 2001–2005: Uschi Eid
- 2005–2010: Harald Ganns[1]
- 2010–2021: Günter Nooke

## Dienstsitz
Der Persönliche Afrikabeauftragte hatte seinen Sitz im zweiten Dienstsitz des Bundesministeriums für wirtschaftliche Zusammenarbeit und Entwicklung im Europahaus in der Stresemannstraße 94 in Berlin.